# Anders Högberg
Anders Högberg (Skellefteå, 9 aprile 1976) è un ex fondista svedese.

## Biografia
In Coppa del Mondo esordì il 23 novembre 1996 a Kiruna (99°) e ottenne il primo podio l'11 dicembre 2002 a Clusone (3°).
In carriera prese parte a due edizioni dei Campionati mondiali (5° nella sprint a Lahti 2001 il miglior risultato).

## Palmarès

### Coppa del Mondo
- Miglior piazzamento in classifica generale: 30º nel 2004
- 5 podi (3 individuali, 2 a squadre[1]):
  - 5 terzi posti (3 individuali, 2 a squadre)